# Verliebt in einen Fremden
Verliebt in einen Fremden (Originaltitel: Love with the Proper Stranger) ist ein US-amerikanisches Filmdrama aus dem Jahr 1963, das Robert Mulligan für Paramount Pictures inszenierte.

## Handlung
Der New Yorker Musiker Rocky verbringt eine Nacht mit Angie in einem Hotel. Nachdem sie ihm gesagt hat, dass sie schwanger sei, fordert sie ihn auf, ihr einen Arzt zu empfehlen. Rocky sucht seine Freundin Barbie, eine Stripperin, auf, die ihn aus der Wohnung wirft. 
Angies Brüder Dominick und Julio sowie ihre Mutter wissen nichts von ihrer Schwangerschaft. Sie wollen Angie mit dem schüchternen Restaurantbesitzer Colombo verheiraten, der wie Angie italienischer Herkunft ist. Rocky ist mittlerweile klar geworden, dass Angie einen Arzt braucht, um einen Schwangerschaftsabbruch vornehmen zu können. Er versucht, das notwendige Geld aufzutreiben. Er nimmt Angie mit zu seinen ahnungslosen Eltern, die Angie sofort ins Herz schließen. 
Als Angie und Rocky sich im Meatpacking District mit dem dubiosen Arzt treffen, der die Abtreibung vornehmen soll, will Rocky nicht mehr, dass Angie sich dieser Prozedur unterzieht. Zwar liebt er sie, doch sie merkt, dass er vor einer Heirat Angst hat. Sie beschließt, Colombos Heiratsantrag anzunehmen, zumal er ihr versichert hat, in der Öffentlichkeit vorzugeben, dass Angie sein Kind erwarte. Eine mögliche Wiedervereinigung mit Rocky endet in einem Streit. Später sieht Angie ihn mit einem Schild, auf dem steht „Besser verheiratet als tot“ (engl. „Better Wed Than Dead“).

## Hintergrund
Der Film feierte am 25. Dezember 1963 seine Premiere. In Deutschland kam er am 7. April 1964 in die Kinos.
Kleine, im Abspann nicht genannte, Nebenrollen spielten Val Avery, Richard S. Castellano, Richard Dysart, Dyanne Thorne und Richard Mulligan, der jüngere Bruder des Regisseurs. Für Tom Bosley war der Film sein Debüt als Schauspieler.
Das Titellied wurde von Johnny Mercer und Elmer Bernstein komponiert und von Jack Jones gesungen.

## Kritiken
Das Lexikon des internationalen Films schrieb, der teils ernsthaft, teils humorig inszenierte Film erzähle seine gewiss nicht sonderlich originelle Geschichte mit einer ungewöhnlichen Liebe zum Thema und zum Detail.
Die Filmzeitschrift Cinema beschrieb den Film als bewegend, witzig und dank der Stars immer noch frisch.
Bosley Crowther von der New York Times befand, der Film sei unterhaltend, doch im Hinblick auf die Romanze kraftlos.

## Auszeichnungen
- Gewinn
  - 1964: Auszeichnung für Natalie Wood als beste Darstellerin beim Festival Internacional de Cine de Mar del Plata
  - 1964: 2. Platz bei der Verleihung der Laurel Awards von Natalie Wood für die Top Female Dramatic Performance
- Nominierung
  - 1964: Oscar-Nominierungen in den Kategorien Beste Hauptdarstellerin, Bestes Originaldrehbuch, Beste Kamera (s/w), Bestes Kostümdesign (Edith Head) und Bestes Szenenbild (s/w) (Hal Pereira, Roland Anderson, Sam Comer, Grace Gregory)
  - 1964: Nominierung für den Golden Globe in den Kategorien Bester Hauptdarsteller (Drama) und Beste Hauptdarstellerin (Drama)
  - 1964: 4. Platz bei der Verleihung der Laurel Awards als Top Drama
  - 1964: WGA-Award der Writers Guild of America